# William C. Campbell
William C. Campbell, född 28 juni 1930 i Ramelton i grevskapet Donegal, är en irländsk biokemist och parasitolog. Den 10 december 2015 tilldelades han Nobelpriset i fysiologi eller medicin tillsammans med Satoshi Ōmura för "deras upptäckter rörande en ny terapi mot infektioner orsakade av parasitmaskar". Campbell och Ōmura delade på hälften av prissumman med Youyou Tu. Campbell och Ōmura har upptäckt antibiotikumet Avermectin som vidareutvecklats till Ivermectin som radikalt har minskat förekomsten av flodblindhet och lymfatisk filariasis (elefantiasis). Läkemedlet har även visat sig vara effektivt mot flera andra parasitsjukdomar.
Campbell tog 1952 en grundexamen vid Trinity College vid University of Dublin. 1957 doktorerade han vid University of Wisconsin–Madison. Från 1957 till 1990 var han verksam vid Merck Institute for Therapeutic Research och 1984 till 1990 var han chef för sektionen för utveckling av nya analysmetoder vid institutet. Campbell är numera Research Fellow Emeritus vid Drew University i Madison i New Jersey.